# Aeroporto di Novosibirsk-Tolmačëvo
L'aeroporto di Novosibirsk-Tolmachevo (trascritto anche come l'aeroporto di Novosibirsk-Tolmačëvo, in russo Аэропорт Новосибирск-Толмачёво) è uno dei due aeroporti civili di Novosibirsk, fra i più importanti della Siberia, nodo regionale ed internazionale per il traffico in transito fra l'Europa e l'Estremo Oriente.

## Storia
- 12 luglio 1957 il primo volo passeggeri col Tupolev Tu-104 (Novosibirsk - Mosca).[9]
- 1992 - diventò un'azienda indipendente e un aeroporto internazionale[10]
- 19 dicembre 1995 - l'aeroporto diventò una società per azioni.
- 12 luglio 2007 - 50 anni dalla fondazione dell'aeroporto Tolmačëvo.
- dicembre 2007 - l'apertura dopo la ricostruzione e dell'ampliamento del nuovo Terminal Nazionale OVB-A.
- 30 marzo 2009 - l'arrivo all'aeroporto di Novosibirsk-Tolmačëvo dei primi due aerei Sukhoi Superjet 100 che hanno effettuato il volo tecnico di programma di certificazione Komsomol'sk sul Amur - Novosibirsk - Mosca.[11]
- 18 gennaio 2010 - all'aeroporto di Novosibirsk-Tolmačëvo è stata registrata la temperatura minima del mese di gennaio di -42,8 °C. In seguito all'abbassamento di temperature nell'area aeroportuale si è formata la nebbia ghiacciata che ha ridotto la visibilità alla pista aeroportuale a 150 m - 500 m dalle ore 23:00 (ora locale) del 17 gennaio 2010 alle ore 11:15 (ora locale) del 18 gennaio 2010. In seguito alle condizioni meteo difficili i voli in arrivo nelle ore di chiusura dell'aeroporto hanno effettuato gli atterraggi agli aeroporti di Barnaul e Kemerovo. Alle ore 13:00 del 18 gennaio 2010 all'aeroporto sono stati registrati -40 °C.[12]
- 22 marzo 2010 - il primo Boeing 747 della Air China Cargo ha effettuato l'atterraggio all'Aeroporto Tolmačëvo inaugurando i voli cargo della compagnia aerea cinese sulla rotta Shanghai - Novosibirsk - Francoforte sul Meno.[13]
- 13 luglio 2010 - la seconda pista dell'aeroporto Tolmačëvo è stata certificata dalle autorità dell'aviazione civile russe ed è stata inaugurata con un decollo e un atterraggio di un Boeing 767-300 della S7 Airlines che ha effettuato un volo tecnico durante la cerimonia d'apertura della pista.[14]
- 22 luglio 2010 - l'aeroporto ha cambiato il sistema di denominazione dei Terminal. Terminal Internazionale Tolmačëvo ha cambiato la denominazione in Terminal B (OVB-B). Il Terminal Nazionale Tolmačëvo ha cambiato la denominazione in Terminal A (OVB-A).[15]
- 27 luglio 2010 - l'aeroporto Tolmačëvo ha ricevuto il certificato di platino del programma dell'IATA Simplifying the Business (StB)[16] come la conferma per l'implementazione degli standard della tecnologia Bar Coded Boarding Pass (BCBP). L'aeroporto di Novosibirsk è diventato il quarto scalo nella Federazione Russa di aver superato le procedure per la certificazione secondo gli standard IATA StB - BCBP dopo gli aeroporti di Mosca-SVO, Mosca-DME, San Pietroburgo-Pulkovo.[17]
- 25 settembre 2010 - il primo volo di linea operato con un Airbus A320 di Aeroflot sulla rotta Mosca-Šeremet'evo - Novosibirsk ha effettuato il primo atterraggio sulla nuova pista aeroportuale dell'aeroporto Tolmačëvo.[18]
- 29 settembre 2010 - la certificazione dell'aeroporto Tolmačëvo per la manutenzione, l'atterraggio/decollo del nuovo tipo degli aerei Saab 340.[19]
- 18 ottobre 2010 - la compagnia aerea giapponese All Nippon Airways ha comunicato di voler utilizzare l'aeroporto di Novosibirsk come uno scalo d'emergenza ETOPS per gli aerei Boeing 777 nei voli di linea sulle rotte transsiberiane.[20]
- Nel periodo gennaio - novembre 2010 all'aeroporto Tolmačëvo sono transitati 2,08 milioni di passeggeri, il 25,5% in più rispetto allo stesso periodo del 2009.[21]
- Il 7 luglio 2011 - il complesso aeroportuale Tolmačëvo è stato certificato per gli atterraggi/decolli e la manutenzione degli aerei: Antonov An-148, Pilatus PC-12 e Fokker F100.[22]
- Il 17 dicembre 2011 - all'aeroporto Tolmačëvo sono transitati 2,655 milioni di passeggeri dall'inizio del 2011. È stato superato il record assoluto di passeggeri transitati allo scalo aeroportuale di Novosibirsk nel 1991, quando in un anno all'aeroporto sono passati 2,644 milioni di passeggeri. Il record è stato dovuto in maggior parte allo sviluppo internazionale dell'aeroporto, nel Terminal internazionale nel 2011 sono transitati 0,954 milioni di passeggeri.[23]
- Il 18 gennaio 2012 - l'aeroporto Tolmačëvo ha siglato l'accordo con la compagnia aerea RusLine per l'apertura di nuovi voli di linea per Ekaterinburg, Mineral'nye Vody e Rostov sul Don con gli aerei Bombardier Canadair Regional Jet CRJ-100/-200 dal mese di gennaio 2012.[24]
- Il 19 agosto 2012 - all'aeroporto Tolmačëvo hanno transitato 2 milioni di passeggeri dall'inizio del 2012, il 22,7 % in più rispetto allo stesso periodo del 2011.[25]
- Il 29 novembre 2012 - all'aeroporto Tolmačëvo hanno transitato 3 milioni di passeggeri dall'inizio del 2012 per la prima volta nella storia dello scalo aeroportuale di Novosibirsk.[26]
- Il 5 dicembre 2012 - il primo Boeing 747-400F della compagnia aerea cargo cinese Yangtze River Express che fa parte del Hainan Airlines Group ha effettuato l'atterraggio tecnico sulla rotta Transiberiana a Tolmačëvo.[27]
- Nel dicembre 2012 Počta Rossii ha annunciato il piano strategico di spostamento dello hub di smistamento delle spedizioni postali provenienti dall'Asia Sud-Orientale e diretti nella Siberia e nell'Estremo Oriente della Russia a Tolmačëvo da Mosca. Il progetto prevede uno hub intermodale di alta capacità sulla base dell'aeroporto di Novosibirsk.[28]
- Il 29 marzo 2013 all'aeroporto Tolmačëvo è stata inaugurata la nuova zona di biglietterie con 6 sportelli aperti h 24 nella zona di partenze del Terminal OVB-A col nuovo punto delle informazioni per i passeggeri.[29]
- Il 29 luglio 2013 - 2 milioni di passeggeri, il 22,7% in più rispetto al 2012,[30] sono transitati all'aeroporto Tolmačëvo dall'inizio dell'anno con un anticipo di 22 giorni rispetto all'anno precedente.[31]

## Dati tecnici
L'aeroporto Tolmačëvo dispone di una pista in operazione, 07/25 (072º/252º), lunga 3.600 m e larga 70, di asfalto, che può ricevere aerei di ogni larghezza fino a Antonov An-225, Antonov An-124 o Boeing 747. La pista è attrezzata con i sistemi ILS di I categoria, PAPI, radiofari NDB, gli Outer Marker e i Middle Marker.
La seconda pista, 16/34, anch'essa di 3.600 m è stata aperta il 25 settembre 2010 dopo la progettazione e la costruzione durata dal 1992 fino al 2010. La seconda pista aeroportuale corrisponde alla II categoria meteo dell'ICAO e non ha i limiti per il peso massimo al decollo degli aerei. La pista permette diventare all'aeroporto di Novosibirsk uno scalo d'emergenza ETOPS e uno scalo di transito per i voli transsiberiani che collegano l'Europa e l'Asia. Con l'entrata in servizio della seconda pista l'aeroporto Tolmačëvo ha aumentatno la sua capacità operativa fino a 40 operazioni d'atterraggio/decollo all'ora.
All'aeroporto di Novosibirsk-Tolmačëvo sono installati e funzionano 24 ore su 24 i sistemi pirotecnici, acustici (Bird Gard Pro) per la maggior sicurezza dei voli. Inoltre è utilizzata anche una pistola al laser (Avian Dissuader) come un repellente per gli uccelli. Grazie all'utilizzo di questi sistemi il numero dei collisioni degli aerei con gli uccelli migratori è diminuito da 15 collisioni registrati nel 1998 a 1 solo incidente registrato nel 2007.

## Terminal
L'aeroporto di Novosibirsk-Tolmačëvo possiede due terminal per i passeggeri: Terminal per voli nazionali (Terminal Tolmačëvo-OVB-A) e Terminal per i voli internazionali (Terminal Tolmačëvo-OVB-B), in più all'aeroporto è stato allestito un accesso particolare per i VIP.
Inoltre, all'aeroporto Tolmačëvo c'è un Terminal Cargo Internazionale che attualmente permette di effettuare gli atterraggi e i decolli di transito di un aereo Boeing 747 in 40 minuti.
Dal 2008 è in costruzione un nuovo Terminal di classe C. Questo Terminal è stato progettato dalla francese ADPi Designers & Planners. La superficie del nuovo Terminal sarà di 80.000 m² con la capacità di 5,5 milioni di passeggeri/anno. Nel Terminal nuovo è prevista speciale zona di transito veloce per i passeggeri. Inoltre, è prevista la costruzione della Stazione delle Ferrovie russe che collegheranno l'aeroporto di Novosibirsk con la città. Con l'apertura del Terminal nuovo la capacità dell'aeroporto raggiungerà 9 milioni di passeggeri/anno.
Nel 2012 è stato annunciato che la ricostruzione del Terminal Tolmačëvo-OVB-B per i voli internazionali prevede il suo raddoppio e il collegamento con il Terminal Tolmačëvo-OVB-A per i voli domestici entro il 2015. Il collegamento di due Terminal esistenti Tolmačëvo-OVB-A e Tolmačëvo-OVB-B prevede la creazione della zona sterile di transito per i passeggeri dei voli internazionali e fa parte della strategia dello sviluppo dello hub a Tolmačëvo. Inoltre, è previsto la costruzione della Stazione di Aeroporto Tolmačëvo delle Ferrovie russe con una linea ferroviaria per raggiungere il centro di Novosibirsk.
Nel febbraio 2013 sono iniziati i lavori di realizzazione di 12 metri quadri di nuovi superfici del Terminal Tolmačëvo-OVB-B con i nuovi banchi check-in, i nuovi ascensori e le scale mobili, la business lounge.

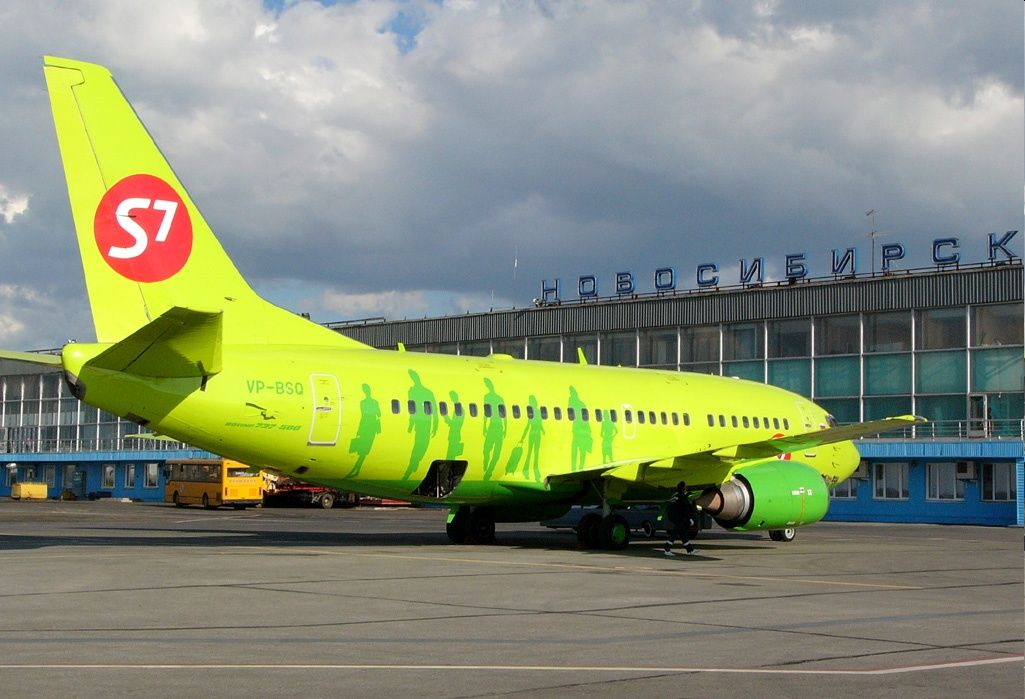
Boeing 737 della S7 Airlines all'aeroporto Tolmačëvo.

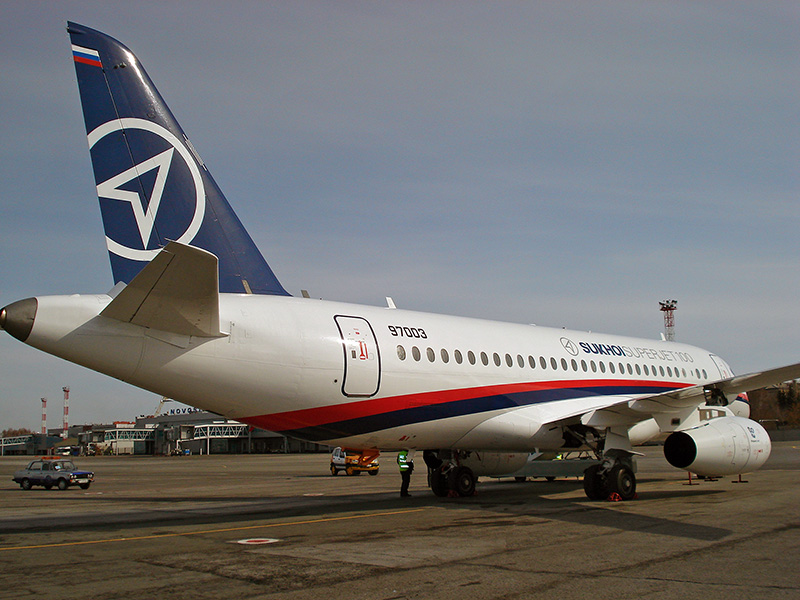
Sukhoi Superjet 100 all'aeroporto Tolmačëvo.

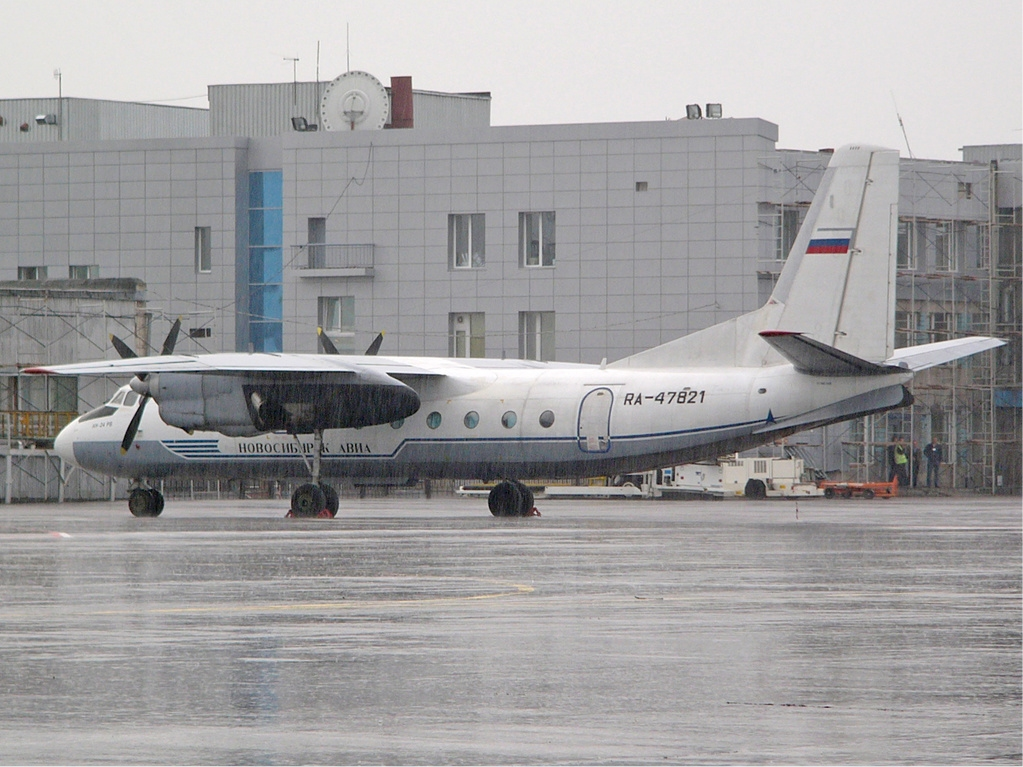
Antonov An-24RV della Novosibirsk Air Enterprise all'aeroporto Tolmačëvo.

## Composizione societaria
| Ente                                                            | Quota |
| Agenzia federale per l'amministrazione della proprietà federale | 51,0% |
| Gruppo "Promišlennoje razvitije"                                | 32,0% |
| Altri soci                                                      | 17,0% |
| TOTALE                                                          | 100%  |

## Strategia

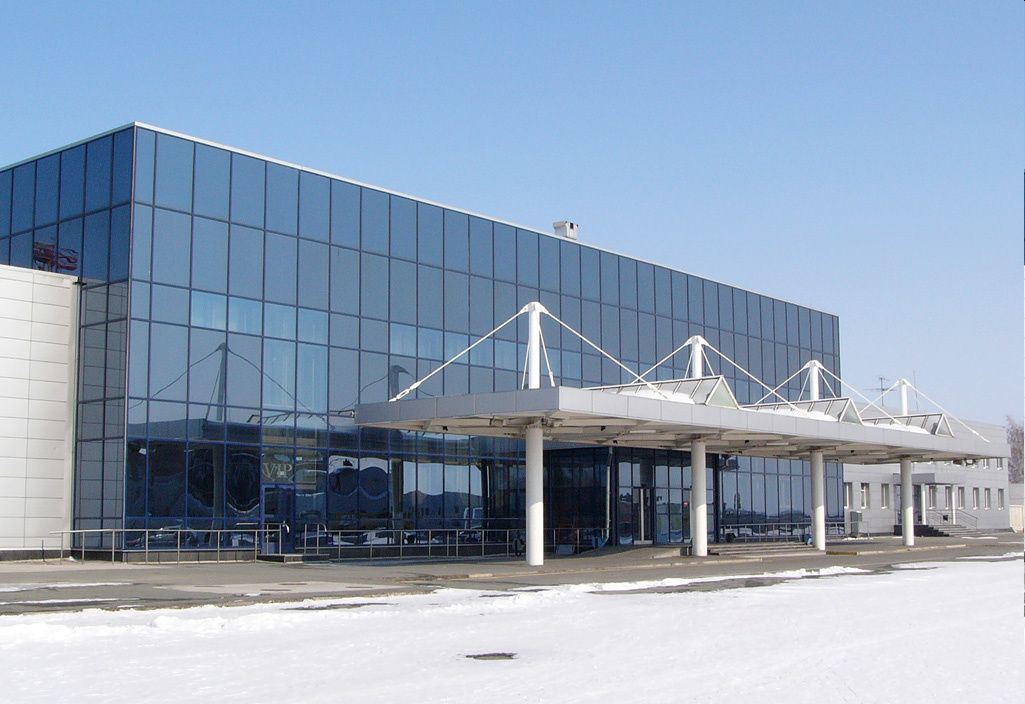
Terminal Internazionale OVB-B di Tolmačëvo

Il Terminal Internazionale Tolmačëvo è stato completato sul finire degli anni novanta, con un ritardo causato dalla sottrazione indebita dei finanziamento statali.
La compagnia aerea russa S7 Airlines (ex-Siberia Airlines, ex-Aeroflot-Novosibirsk) ha la sua sede centrale presso Tolmačëvo, ma nonostante lo sviluppo dell'aeroporto fosse un obiettivo comune sia della compagnia aerea che dell'amministrazione aeroportuale, le due istituzioni sono spesso entrate in conflitto.
La società Tolmačëvo costituì nel 1999 insieme alla compagnia petrolifera russa Sibneft' (in russo: Сибнефть), inizialmente, una società per azioni destinata a sovrintendere alle operazioni di rifornimento e l'approvvigionamento di carburante nell'aeroporto: la Tolmačëvo Aeroport-Servis (in russo: Толмачёво Аэропорт-Сервис). Dopo la sua istituzione, l'amministrazione aeroportuale rivelò che l'aeroporto non possedeva un pacchetto azionario di controllo, ma solo il 50% meno un'azione della società.
Il 4 dicembre 2003, a seguito di un'azione legale intrapresa dalla società RosAviaKonsortsium (in russo: Росавиаконсорциум) per riscuotere i debiti della Tolmačëvo di 100 milioni RUR, anche questo pacchetto azionario venne venduto.
La S7 Airlines, non soddisfatta dai prezzi praticati da Tolmačëvo Aeroport-Servis sotto il controllo totale di Sibneft', cominciò ad organizzare un proprio impianto di rifornimento insieme con le società petrolifere russe Jukos e LUKoil nel corso dell'estate 2003. Il costo dell'impianto, che aveva una capacità di 18.000 tonnellate di cherosene, era di alcuni milioni di dollari.
A gennaio 2004 la costruzione venne sospesa a seguito di un'inchiesta di un'agenzia federale con la Jukos.
Come riconobbe un consigliere del direttore, l'aeroporto non aveva nessuna possibilità per prevenire la costruzione per vie legali, ma poteva sospenderla con strumenti burocratici, presentando reclami negli organi statali.
Nel 2005 si è avviata la costruzione di un ampliamento del Terminal Nazionale Tolmačëvo per dotarlo di passerelle mobili coperte e migliorarne il comfort nella stagione invernale. Inoltre, è stata inviata la procedura di outsourcing delle strutture aeroportuali con la creazione della società di handling bagagli e di servizi nei terminal Tolmačëvo Sky Service (in russo: Толмачево Скай Сервис), della società di servizi alberghieri per i passeggeri Terminal Aero (in russo: Терминал Аэро).
Il 19 dicembre 2005 un gruppo ha sottoscritto un programma di ricostruzione ed estensione, pianificando lo sviluppo del aeroporto fino al 2010, ed è stato promesso di investire circa 280 milioni USD. La compagnia ha comprato lotti di terreno accanto all'aeroporto, compreso il complesso di rifornimento della S7 Airlines, che fu lasciato incompiuto.
Nel 2007 è stato aperto il nuovo Terminal Nazionale dell'Aeroporto di Novosibirsk-Tolmačëvo ed è stato annunciato che la maggioranza dei voli di linea interni operanti per la Novosibirsk saranno spostati gradualmente dall'aeroporto di Novosibirsk-Severnyj all'aeroporto di Novosibirsk-Tolmačëvo.
Nel febbraio del 2009 la compagnia russa Complesso d'Aviazione Siberiana (in russo: "Сибирский Авиационный Комплекс") che fa parte della Tolmačëvo Sky Service ha installato i desk del check-in elettronico all'Aeroporto Tolmačëvo che permettono automatizzare le operazioni di registrazione dei passeggeri sui voli della S7 Airlines. È stato annunciato il graduale diffusione di questi sistemi in tutti gli aeroporti dove opera i voli di linea la S7 Airlines.
La Sibir' Technik (in russo: Сибирь Техник) basata all'aeroporto Tolmačëvo è stata controllata dall'EASA. La Sibir' Technik è stata certificata per la manutenzione degli aerei: Airbus A320 Family (incluso C-check), Airbus A310-200/300 (incluso A-check), Boeing 737Next Generation (incluso C-check), Boeing 767 (incluso A-check), Boeing 737CL (line maintenance). Al certificato attuale sono stati aggiunti gli aerei Airbus A321 e Boeing 737-600/-700/-800/-900. La Sibir' Technik può effettuare i lavori di riparazione delle ruote (comprese le revisioni) e dei freni, i riparazioni strutturali di qualsiasi complessità, la manutenzione delle batterie, di componenti e delle attrezzature delle cucine degli aerei. Inoltre, sulla base tecnica della compagnia russa si può decifrare le informazioni di volo, effettuare le riparazioni e delle fodere per sedie, la manutenzione degli oggetti interiori degli aerei.
Nel febbraio 2010 sono stati resi pubblici i prezzi di rifornimento degli aerei all'Aeroporto Tolmačëvo. Tutte le compagnie aeree civili sono obbligati di fare i rifornimenti di cherosene con la società Gazpromneft'-Aero Novosibirsk (in russo: Газпромнефть-Аэро Новосибирск) creata sulla base di complesso di gestione dei carburanti di ex-Sibneft'. La Gazpromneft'-Aero Novosibirsk dichiara i prezzi di carburanti al livello di 23156 RUR/tonnellata (circa 570 Euro/tonnellata al 25-02-2010). Mentre, gli aerei statali dopo i risultati dell'asta aperta indetta dal Ministero di Difesa della Russia riforniscono gli aerei sulla base del nuovo complesso di gestione dei carburanti di Aerofuels (in russo: Аэрофьюэлз) al prezzo di 17500 RUR/tonnellata (circa 430 Euro/tonnellata al 25-02-2010). Questi dati dimostrano la continuità dei problemi dell'amministrazione aeroportuale che obbliga le compagnie aeree civili (in primo piano la S7 Airlines) da più di 10 anni di pagare circa 25% in più rispetto al prezzo reale disponibile dei carburanti all'aeroporto ostacolando la concorrenza nel campo di carburanti.
La seconda pista aeroportuale sarà aperta nel luglio 2010, 50 anni dopo l'apertura della prima pista dell'aeroporto Tolmačëvo. Il direttore generale dell'aeroporto Aleksandr Borodin ha annunciato che entro prossimi 20 anni sarà necessario la costruzione della terza pista allo scalo aereo di Novosibirsk.
La strategia di sviluppo dell'aeroporto prevede, nel 2010 dopo l'apertura della seconda pista aeroportuale, l'inizio dei lavori di costruzione del nuovo Terminal Passeggeri per i voli nazionali con la conversione del vecchio Terminal Nazionale nel Terminal VIP. La capacità del nuovo Terminal Passeggeri prevista al livello di 4 milioni di persone/anno.
Nell'inizio del 2011 il direttore generale dell'"Aeroport Tolmačëvo S.p.a." Aleksandr Borodin (in russo: Александр Бородин) ha comunicato di aver iniziato la preparazione del personale per la manutenzione degli aerei Boeing 747 secondo gli standard EASA (European Aviation Safety Agency) e che lo scalo di Novosibirsk ha iniziato la preparazione del Terminal Cargo per il transito degli aerei delle compagnie aeree cargo: ULS Cargo, Cargolux, UPS, Air Cargo Germany, Cargoitalia, FedEx, Great Wall Airlines.

## Collegamenti con Novosibirsk
L'aeroporto di Novosibirsk-Tolmačëvo si trova a 16 km dal centro della città, nella regione omonima, nei pressi della cittadina di Ob'.
Navetta
L'autobus no.111e (espresso) (in russo: 111э (экспресс)) percorre il tratto dall'aeroporto alla Stazione di Novosibirsk-Glavnyj delle Ferrovie russe. Un viaggio di andata costa circa 60 rubli (1,64 EUR, 2008).
Autobus
L'azienda dei trasporti municipali di Novosibirsk effettua il servizio d'autobus su numerosi linee:
- no. 122 (722) collega l'aeroporto con la Stazione Novosibirsk-Glavnyj delle Ferrovie russe e con l'Autostazione di Novosibirsk.
- no.124 collega l'aeroporto con la Piazza Kirova della Novosibirsk.
- no.101 collega l'aeroporto con l'Azienda Ospedaliera Regionale dell'Oblast' di Novosibirsk percorrendo la via Khilokskaja, la via Trollejnaja, la via Nemirovica-Dancenko, la via Stanislavskij, la via Titova, la via Novogodnjaja.
- no.112 - collega l'aeroporto con le stazioni di metropolitana Piazza K.Marksa e Studenceskaja, facendo la capolinea all'Autostazione di Novosibirsk

Filobus
Dal 31 gennaio 2012 la nuova linea filoviaria collega l'aeroporto con Piazza Kalinina di Novosibirsk.
Taxi collettivo
- Linea no. 1122 arriva alla Stazione Novosibirsk-Glavnyj delle Ferrovie russe, con le fermate alla Piazza Stanislavskogo e alla Piazza Truda.
- Linea no. 1111 arriva all'Autostazione di Novosibirsk, al Porto Fluviale della Novosibirsk, all'Azienda Ospedaliera Regionale dell'Oblast' di Novosibirsk

## Servizi
Le strutture dell'aeroporto di Novosibirsk-Tolmačëvo comprendono:
- Biglietteria con sportello
- Capolinea autolinee, interscambio autobus, taxi
- Bar e fast food
- Ristorante
- Polizia di frontiera
- Dogana
- Ambulatorio medico e veterinario
- Banca e cambiavalute
- Edicola
- Servizi Igienici
- Shopping e duty free.[52]

Inoltre l'aeroporto dispone di un albergo e di un autonoleggio.